# منطقه حفاظت‌شده بیدوئیه
منطقهٔ حفاظت‌شدهٔ بیدوئیه یک منطقهٔ حفاظت‌شده با مساحت ۱۵۶۰۵۵ هکتار است که در استان کرمان در ایران قرار دارد. این منطقهٔ حفاظت‌شده طبق مصوبهٔ شمارهٔ ۶۵۱ در تاریخ ۱۳۷۵/۱۱/۲۷ در فهرست مناطق تحت حفاظت سازمان محیط زیست ایران قرار گرفت.

## تنوع جانوری
انواع گربه‌سانان نادر از جمله یوزپلنگ آسیایی از جانوران حمایت شده این منطقه محسوب و مهم‌ترین جمعیت زاد و ولدکننده و تعداد قابل توجهی از چهارپایان علفخوار و پرندگان قابل شکار در آن یافت می‌شود.
این منطقه یکی از بهترین و مهم‌ترین زیستگاه‌ها برای آهو یا همان غزال ایرانی در استان کرمان می‌باشد.

## تنوع گیاهی
این منطقه از نظر تنوع گیاهی نیز از اهمیت خاصی برخوردار است به‌طوری‌که ۲۶۰گونه گیاهی شامل گیاهان مرتعی و دارویی در آن وجود دارد.

## طبیعت و جاذبه‌های گردشگری
رودخانه کبوترخان و آب‌بندانی به همین نام در حاشیه این منطقه همه ساله پذیرای صدها پرنده آبزی و کنارآبزی می‌باشد که در این استان کم‌نظیر است.
تنوع زیستی، پستی و بلندیها و چشم‌اندازهای طبیعی این منطقه جاذبه‌های گردشگری منحصربفردی را به وجود آورده است.